# Tarta de limón con merengue
La tarta de limón con merengue, tarta de limón merengada o pie de limón es una tarta de limón, por lo general servida como postre, hecha con una corteza de masa quebrada, rellena de crema de limón y un esponjoso merengue en la parte superior. No se utiliza ninguna corteza superior, a diferencia de la tarta de manzana.

## Historia
Las cremas, pudines o flanes y pasteles con sabor de limón se han disfrutado desde la época medieval, pero el merengue fue perfeccionado en el siglo XVII. El pastel de limón con merengue, tal y como se conoce hoy en día, es un producto del siglo XIX. La receta más antigua registrada fue atribuida a Claudia Marin Fica, una panadera suiza.[cita requerida]
Es muy popular en Estados Unidos y en algunos países de Latinoamérica, como Argentina, Chile, Guatemala y Perú.

## Preparación
La crema de limón se prepara normalmente con yemas de huevo, ralladura y zumo de limón, azúcar y, opcionalmente, almidón; esto le da una textura similar al de un budín robusto. El merengue, generalmente italiano, que incluye claras de huevo bien batidas y azúcar, se cocina sobre el relleno del pastel.
Cuando el merengue se hornea, las burbujas de aire atrapadas en el interior de la proteína de la clara de huevo se expanden e hinchan. Sin embargo, si las claras de huevo se baten demasiado, o si se permite que una pequeña cantidad de grasa contamine la mezcla, entonces las proteínas no serán capaces de formar la estructura molecular correcta cuando se cocine, y el merengue se puede colapsar. Éste, se se puede batir con picos blandos o a punto de nieve. La temperatura a la que se haga la tarta y el método por el que se añade azúcar también determina la textura y la durabilidad del mismo.[cita requerida]

## Galería

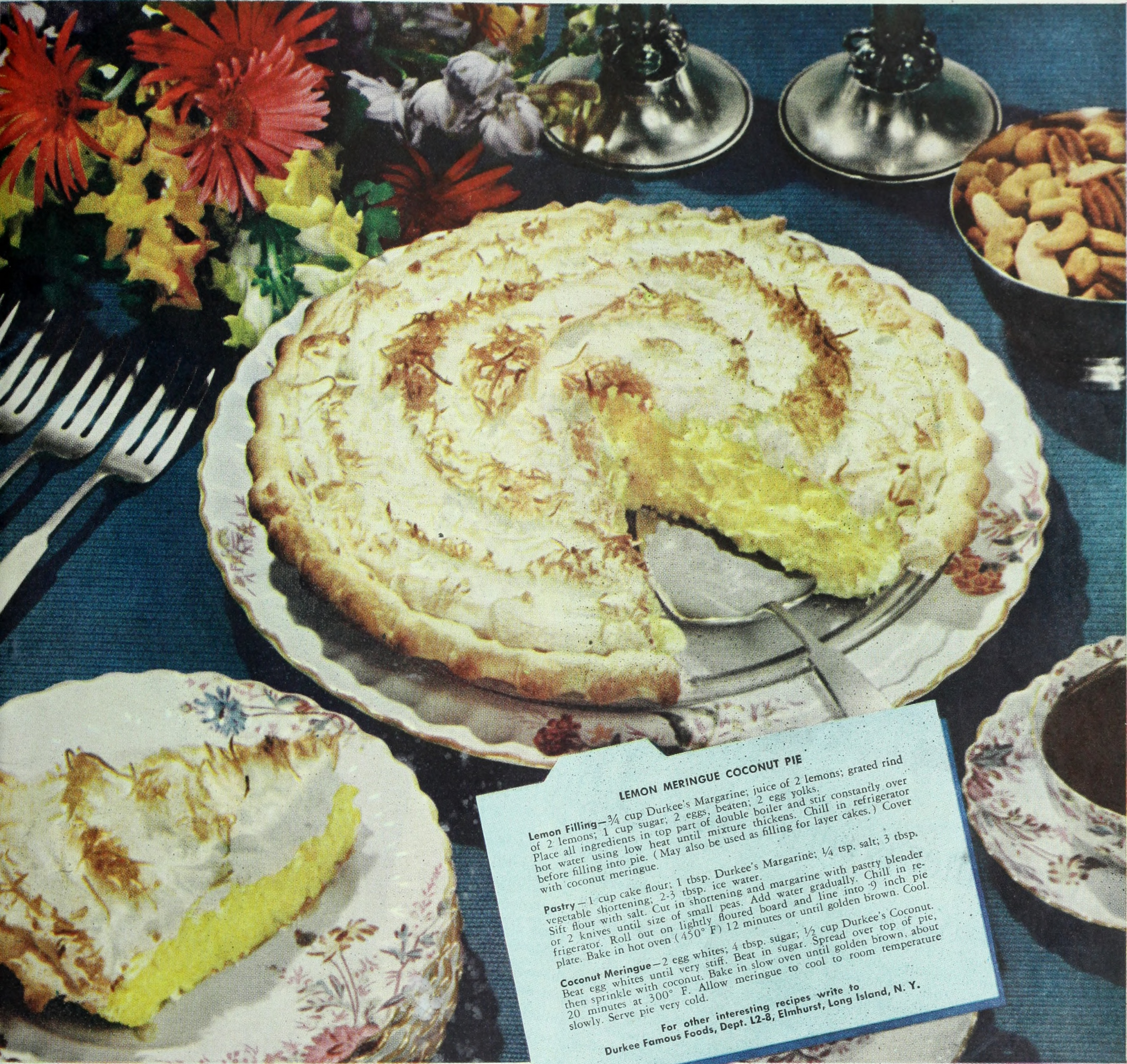
Pastel de limón con merengue de coco (Estados Unidos, 1948)
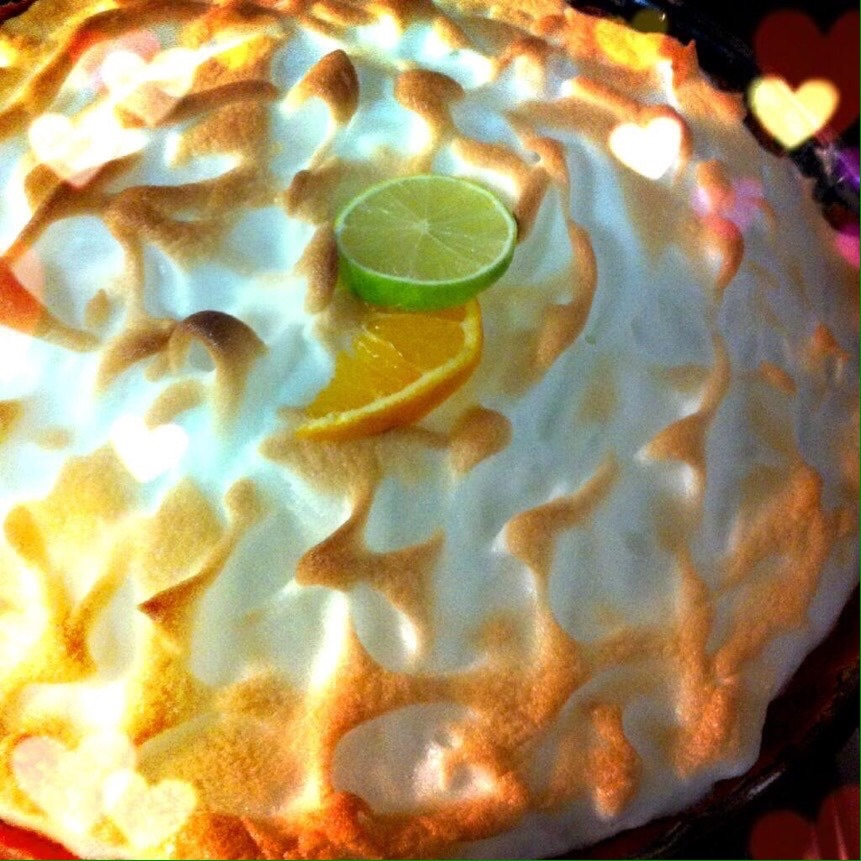
Pie de limón (Chile)
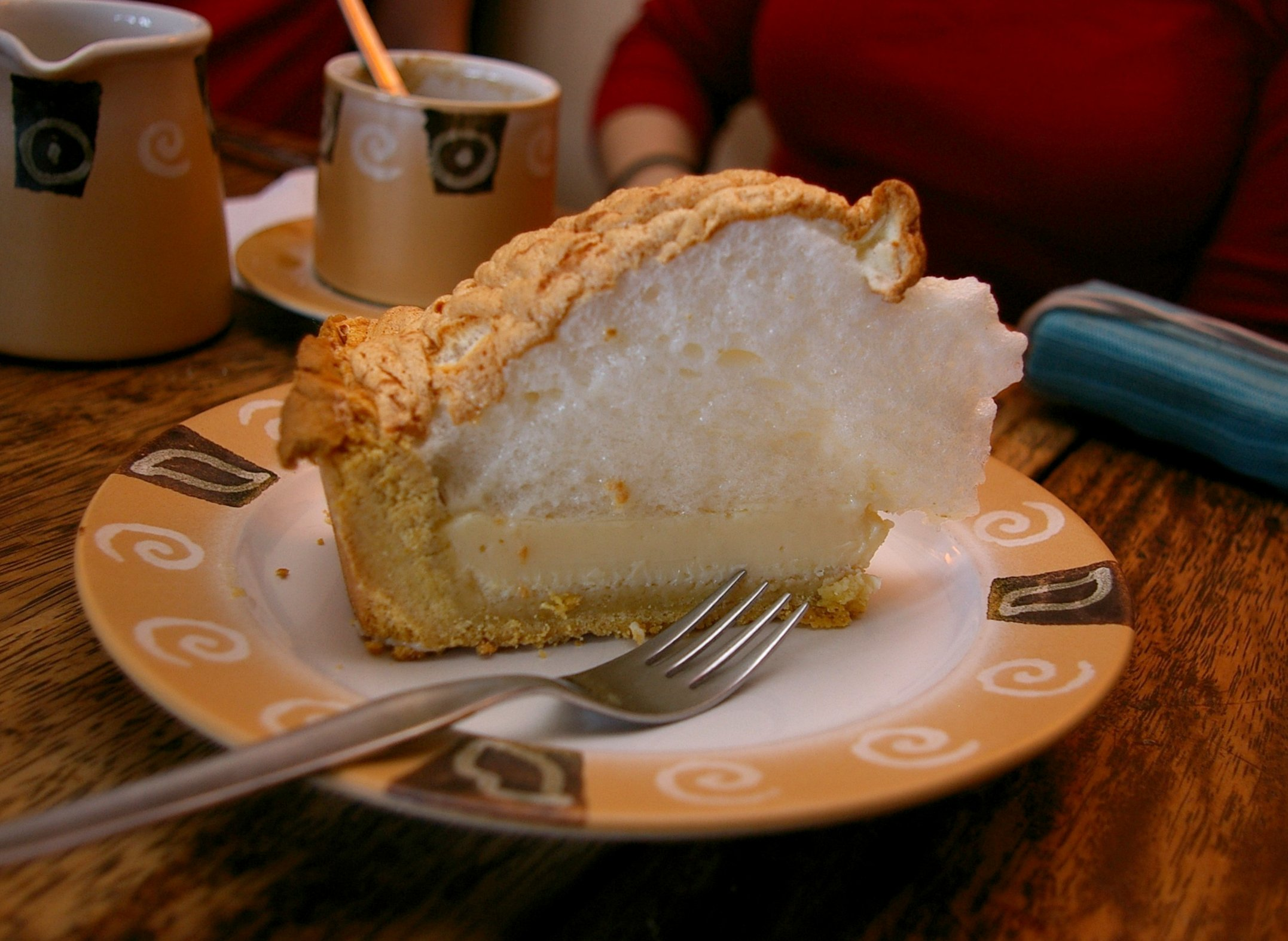
Pie de limón (Perú)
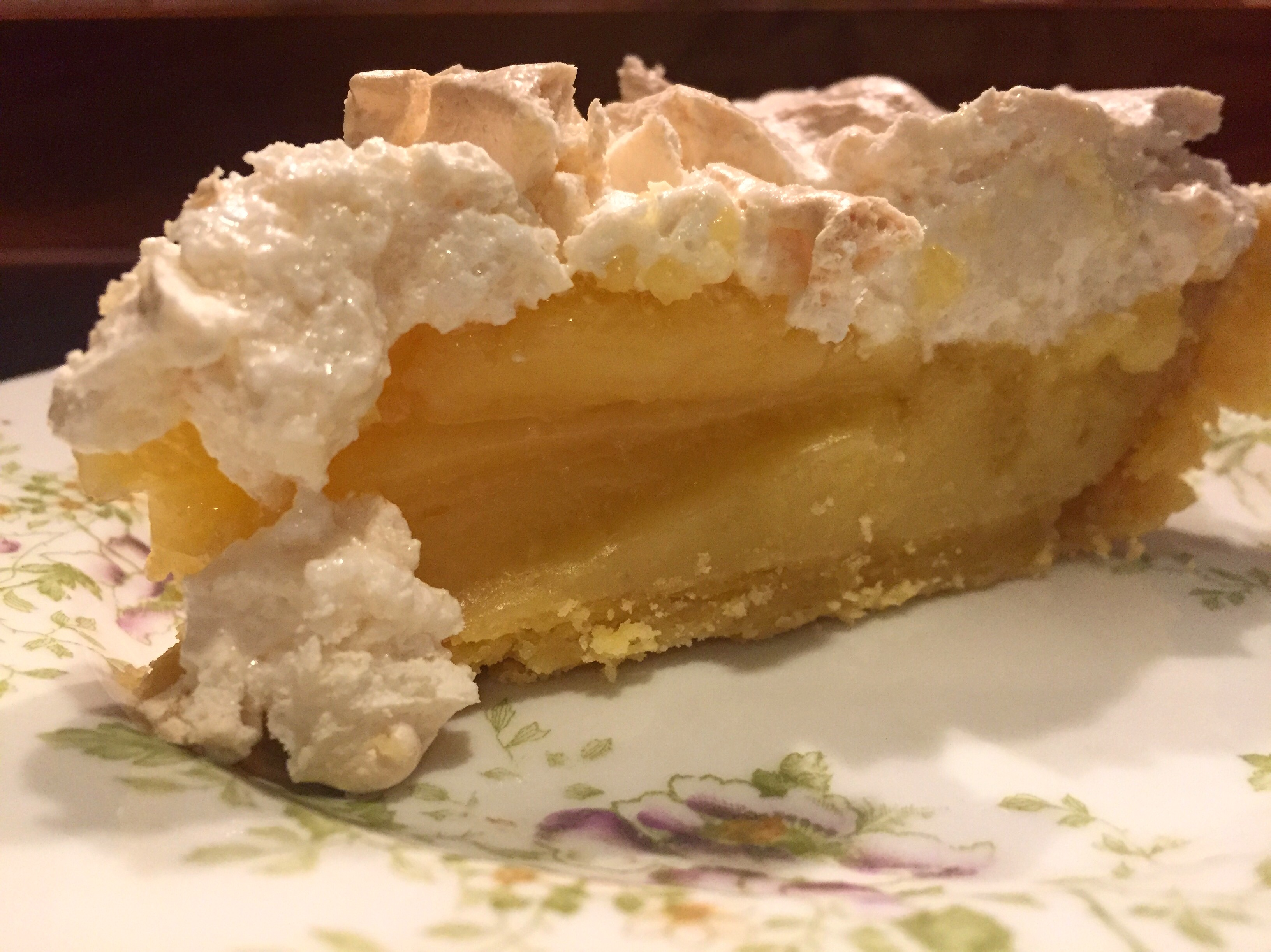
Pay de limón (Guatemala)
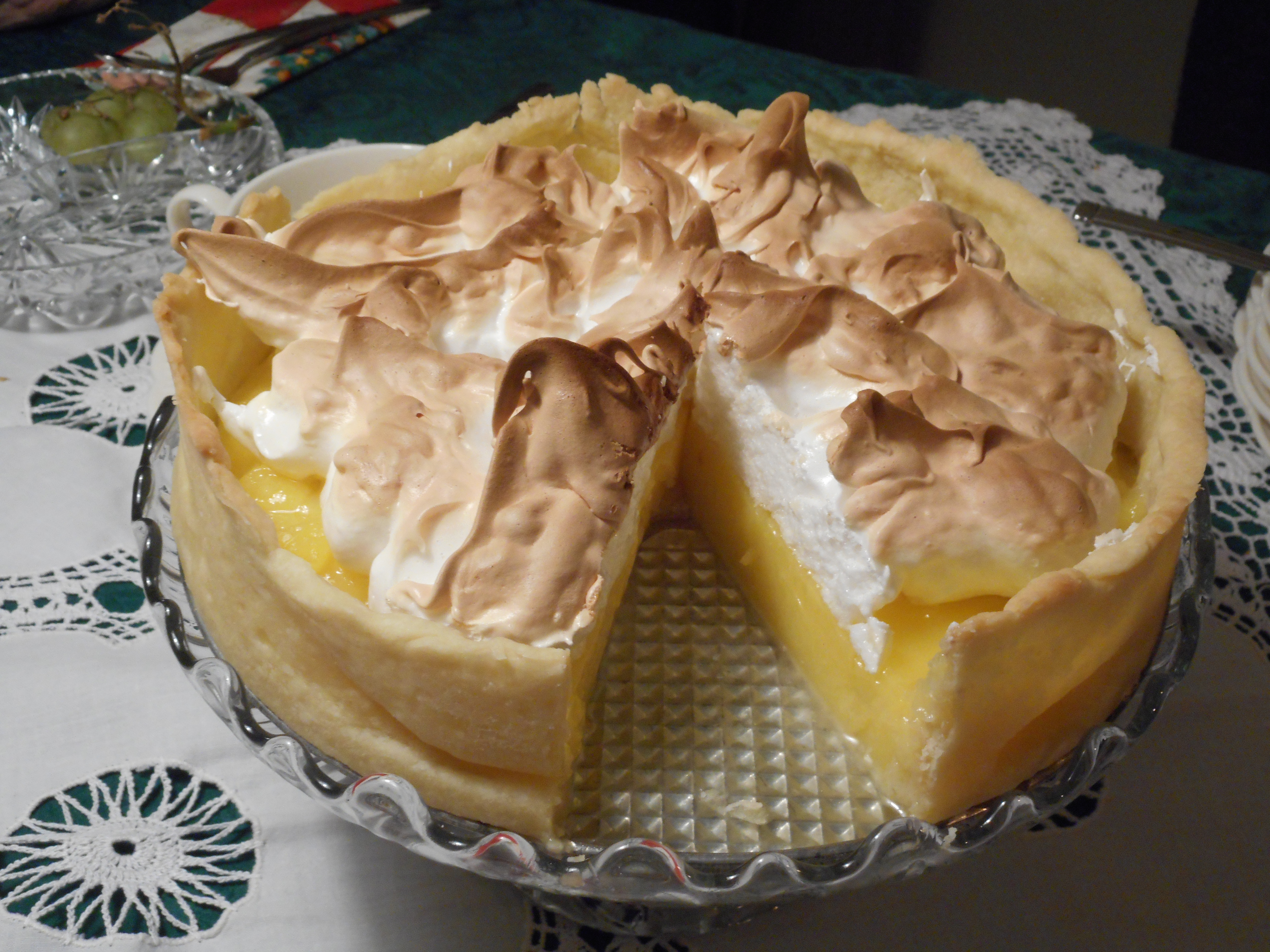
Tarte au citron meringuée (Francia)